# Honeywell Specialty Chemicals Seelze

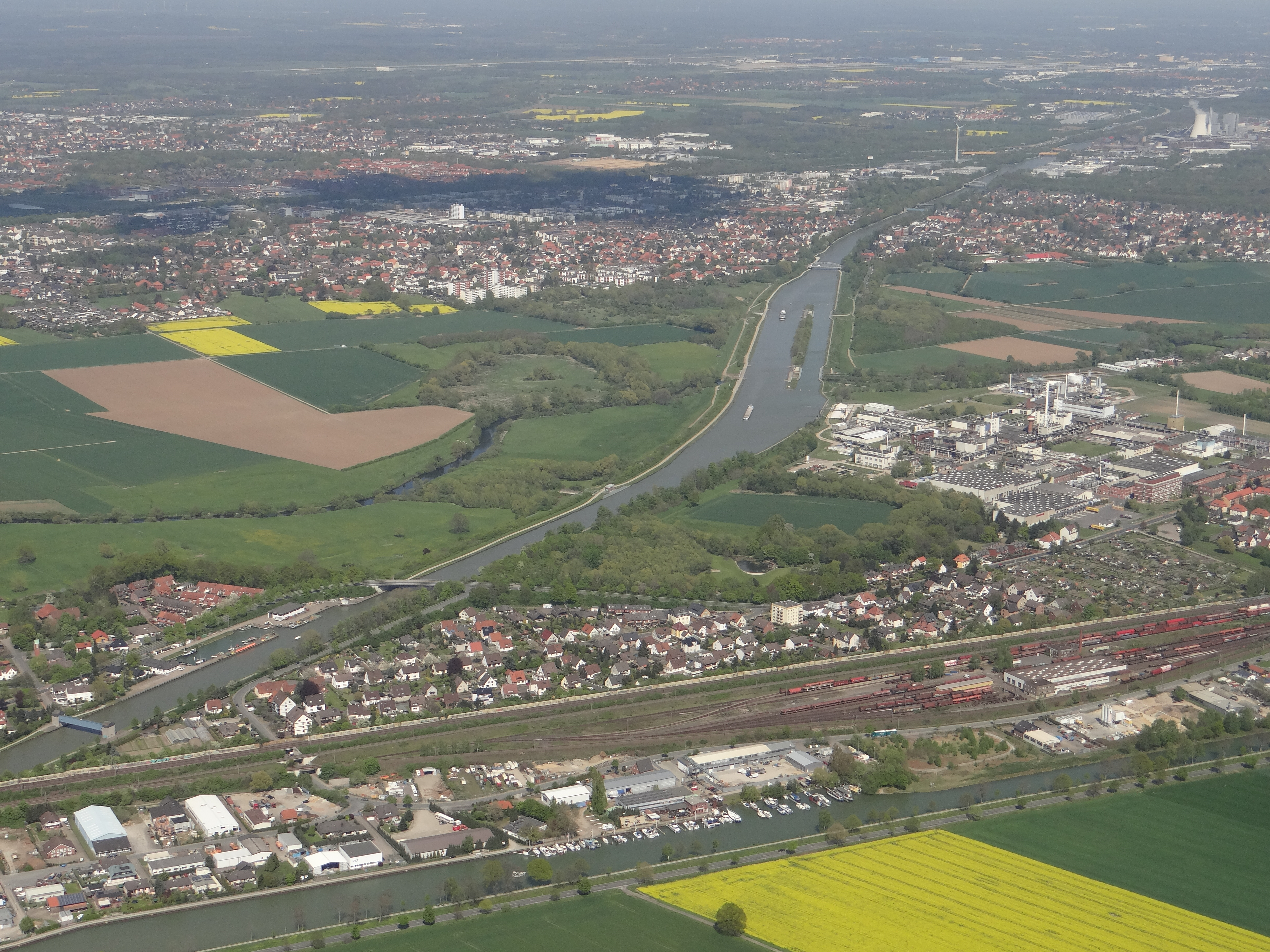
Das Werksgelände 2016,
(rechts in der Bildmitte)

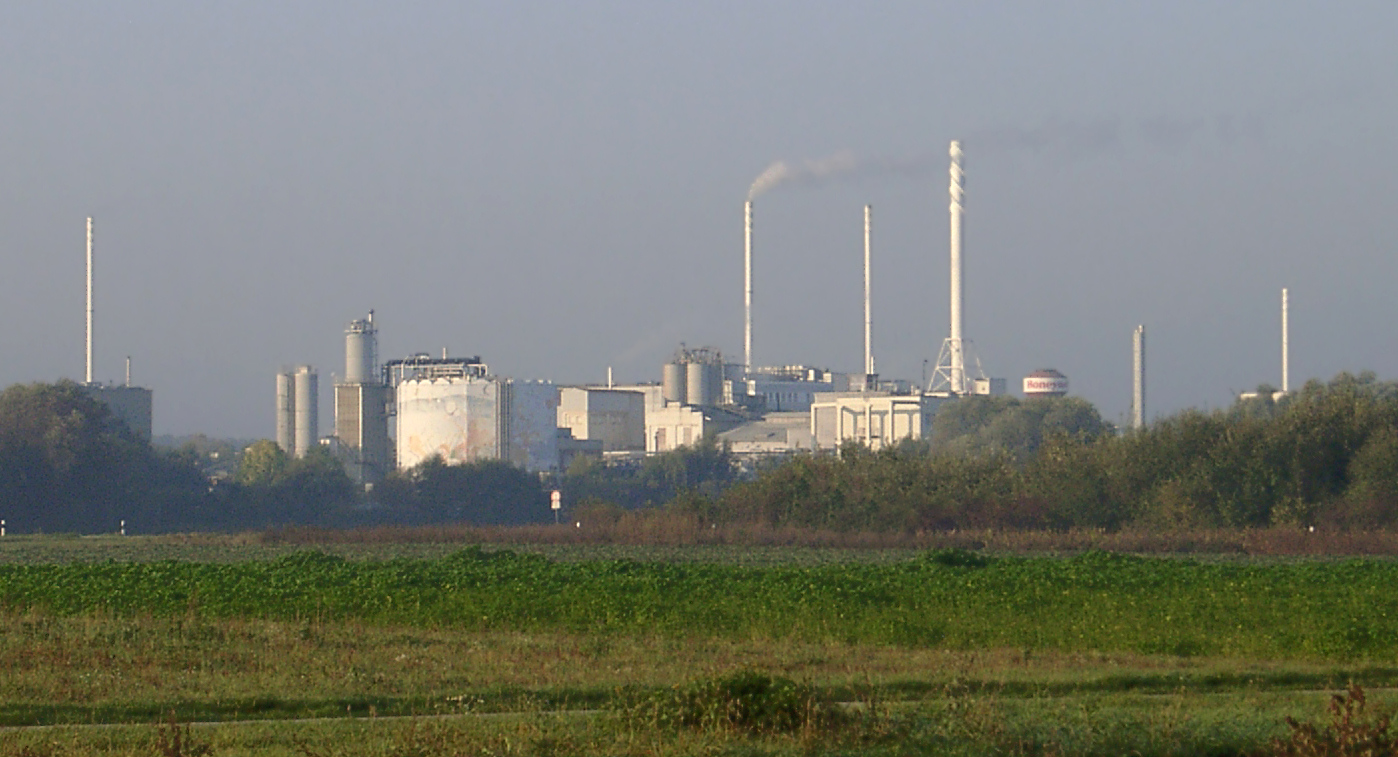
Honeywell Seelze (2005)

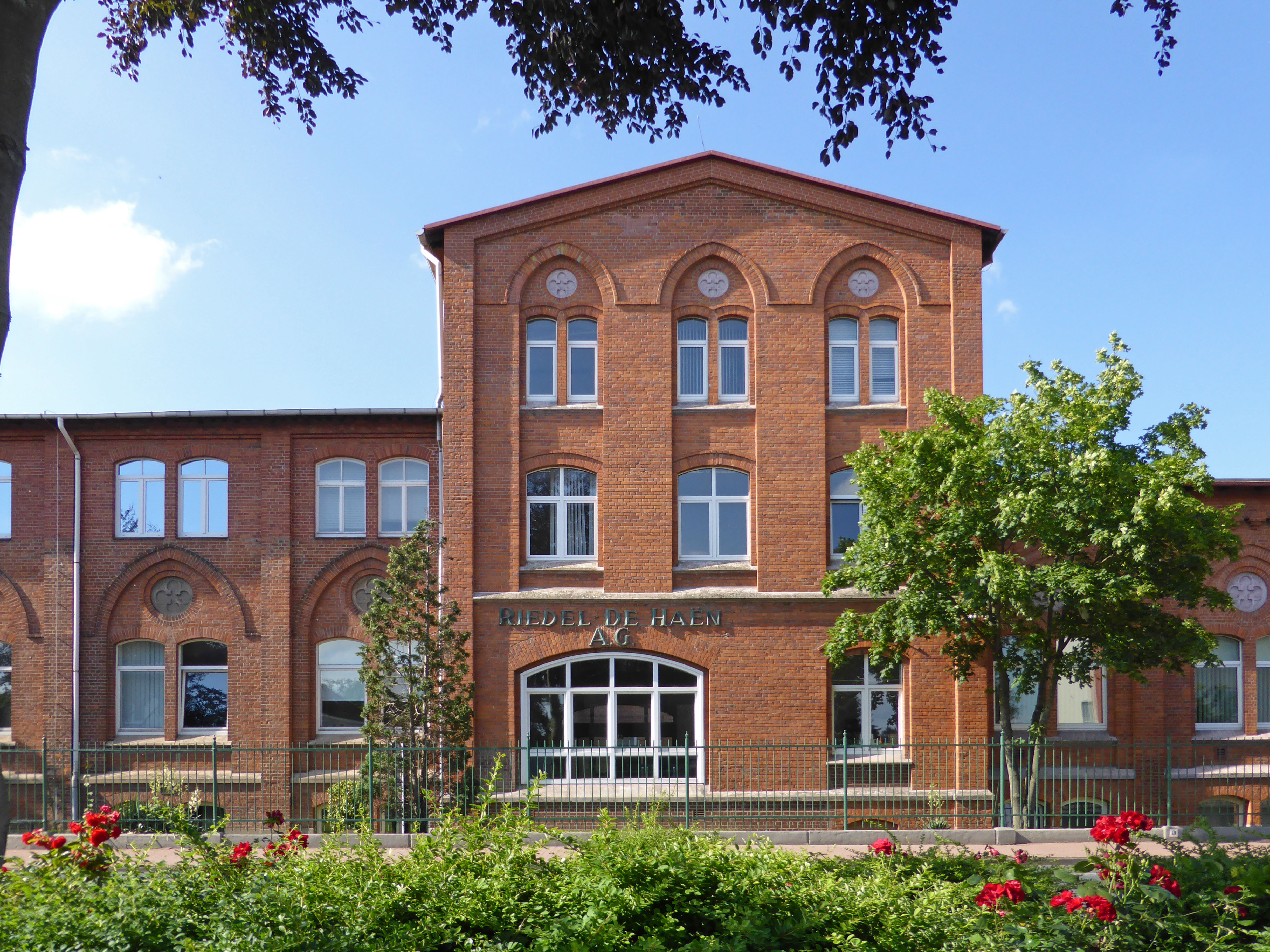
Erhaltenes Firmengebäude aus der Gründerzeit

Die Honeywell Specialty Chemicals Seelze GmbH ist ein in Seelze ansässiges Chemieunternehmen. Das bis 1999 unter Riedel-de Haën AG firmierende Unternehmen ist der größte Arbeitgeber der Stadt.

## Geschichte

### J. D. Riedel AG
Das Unternehmen wurde 1814 vom Apotheker Johann Daniel Riedel aus der Apotheke „Zum Schwarzen Adler“ in Berlin heraus gegründet. Über drei Generationen hinweg expandierte das Unternehmen von der Apotheke über Großlaboratorien zu größeren Produktionsstätten für pharmazeutische Produkte. So wurde 1826 erstmals in großem Maßstab Chinin aus Chinarinde gewonnen und die Preisliste von 1844 enthielt bereits 575 pharmazeutische Präparate. Unter den Erben wurde die Fabrik stetig erweitert, von 1888 bis 1918 gab es einen Zweigbetrieb von Riedel in Berlin-Bohnsdorf, ab 1912 wurden alle Aktivitäten auf dem neuen Werksgelände in Berlin-Britz zusammengefasst.
1905 wurde die „J. D. Riedel AG“ aus einer OHG heraus gegründet.

### E. de Haën AG
Der Chemiker Eugen de Haën übernahm 1861 ein Laboratorium für anorganische Chemikalien und stellte in Hannover-List hochreine Salze und Oxide her. Im Jahr 1866 gab es 50, im Jahr 1874 schon 250 Arbeiter. 1902 zog das Unternehmen nach Seelze. Ab 1917 wurden bei de Haën die von Richard Zsigmondy (Nobelpreis 1925) und Wilhelm Bachmann erfundenen Membranfilter produziert.

### Fusionen

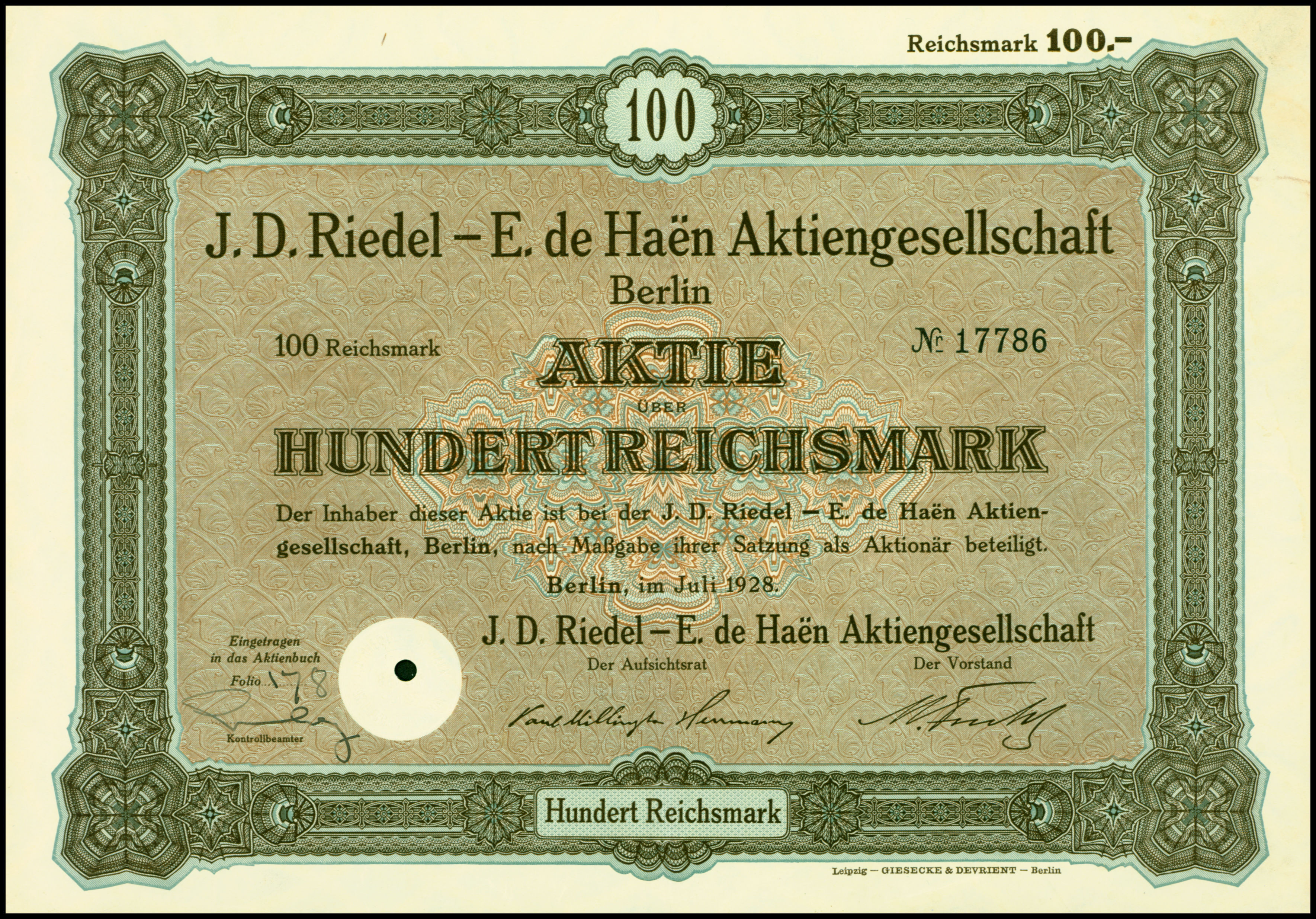
Aktie über 100 RM der J. D. Riedel - E. de Haën AG vom Juli 1928

1922/23 erwarb die J. D. Riedel AG in Berlin alle Aktien der E. de Haën AG. 1928 erfolgte der Zusammenschluss der beiden aktiennotierten Gesellschaften zum Unternehmen J. D. Riedel–E. de Haën AG, ab 1943 vereinfacht zur  Riedel-de Haën AG (RdH). Nach Zerstörungen im Zweiten Weltkrieg wurde der Unternehmenssitz des kriegswichtigen Unternehmens 1943 von Berlin-Britz nach Seelze bei Hannover verlegt und bekam dort im Chemiehafen Seelze einen eigenen Bahnanschluss.
Das Markenzeichen von Präparaten der Firma Riedel-de Haën AG Seelze und Berlin wurde der „Riedelturm“.
1955 wurde ein Großteil (75 %) der RdH-Aktien von der Frankfurter Cassella Farbwerke Mainkur AG erworben. 1963 wurde die Produktion von Pharmawirkstoffen der RdH in Seelze ausgegliedert in eine Cassella-Riedel Pharma GmbH, die ab 1971 vollständig zu Cassella Farbwerke Mainkur AG gehörte.
1970 kam das Unternehmen RdH über die 81-prozentige Beteiligung der Hoechst AG an der Cassella AG zum Hoechst-Konzern. 1969/1970 erwarb RdH drei Hersteller für Lebensmittelzusatzstoffe: Oehme & Baier, Kurt Oestreich und die westfälische Essenzenfabrik. Diese wurden am Standort der Westfälischen Essenzenfabrik in Dortmund zusammengefasst und 1982, solange existierten die drei Unternehmensnamen nebeneinander, in Riedel-arom umbenannt. 1989 wurde die Riedel-arom an den Schweizer Wettbewerber L. Givaudan & Cie S.A. verkauft und in Givaudan Deutschland GmbH (später Givaudan-Roure Aromen GmbH) umbenannt.
Im Zuge der Auflösung des Hoechst-Konzerns wurde die Riedel-de Haën AG 1995 der Industriechemikalien-Bereich an das amerikanische Unternehmen AlliedSignal und der Laborchemikalien-Bereich an Aldrich verkauft. 1997 wurde die Aktiengesellschaft in eine GmbH umgewandelt.
Seit der Fusion von AlliedSignal mit Honeywell 1999 heißt das Unternehmen Honeywell Specialty Chemicals Seelze GmbH. Der alte Firmenname Riedel-de Haën wird jedoch seit 2001 als Markenname für diverse anorganische Salze verwendet.

### Produktionspalette
- anorganische Salze und Flusssäure
- Fluoraromaten (heute Honeywell)
- hochreine Lösemittel (heute Honeywell)
- Leuchtpigmente, Fotofarbstoffe (heute Honeywell)
- Laborchemikalien (heute Sigma-Aldrich)
- Chinosol (heute Allied Signal)
- technische Konservierungsmittel (heute Troy)

2005 wurde Riedel-de Haën zu einer Marke für Spezialchemikalien im Honeywell-Konzern (der seinerseits von Allied Signal gekauft wurde, dessen Name aber höheres Ansehen im Bereich der Spezialmaterialien genießt). Des Weiteren führte Sigma-Aldrich unter der Marke „Riedel-de Haën“ insbesondere die Laborchemikalien-Sparte von Riedel-de Haën bis Mitte 2008 fort. Seitdem werden  Laborchemikalien unter den anderen Labels der Sigma-Aldrich Corporation vertrieben.

### Mitarbeiter
Unter Honeywell-Regie schrumpfte die Mitarbeiterzahl (1990: 1450 MA) am Seelzer Standort kontinuierlich. 2007 kam es zu etwa 100 Entlassungen. Neben den rund 200 Beschäftigten bei Sigma-Aldrich, sind rund 600 Mitarbeiter für Honeywell sowie die ebenfalls am Standort befindliche Troy GmbH tätig.